# Сан-Мигель (Корриентес)
Сан-Мигель (исп. San Miguel) — город на северо-востоке Аргентины в составе провинции Корриентес. Административный центр одноименного департамента.
Расположен в 700 км к северу от столицы Буэнос-Айреса на высоте 80 м над уровнем моря. Окрестности Сан-Мигеля малонаселены, в среднем, 3 человека на 1 км². Поблизости другие населенные пункты отсутствуют.
Население города в 2010 году составляло 4792 человека. Общее население муниципалитета — 7 396 жителей.

## История
Основан в конце 1810 годов индейцами гуарани, изгнанных бандейрантами из иезуитских резерваций Бразилии. Некоторое время здесь жил и занимался исследованиями французский натуралист Альсид Дессалино Д’Орбиньи.

## Экономика
В настоящее время жители, в основном, занимаются сельским хозяйством, выращивают кукурузу, рис, хлопок, сахарный тростник, а также овощеводством и животноводством.
В Сан-Мигеле имеется лесопилка и несколько животноводческих ферм.